# Pelhřimov
Pelhřimov (en allemand : Pilgrams) est une ville de la région de Vysočina, en Tchéquie, et le chef-lieu du district de Pelhřimov. Sa population s'élevait à 16 206 habitants en 2025.

## Géographie
Pelhřimov se trouve à 27 km à l'ouest de Jihlava et à 92 km au sud-est de Prague.

## Histoire
La ville naît au XIIIe siècle. En 1290, le roi Václav II demanda à l’évêque Tobiáš de Bechyně de construire une nouvelle ville bien fortifiée. D'après le plan de la ville, il semblait que la ville était à l'origine conçue en tant qu'une colonie occupée majoritairement par des Allemands. Au fil du temps, des Tchèques commencèrent à s’y installer. Le développement économique était auparavant restreint par l’éloignement de la ville des chemins commerciaux. La ville ne connut un véritable essor économique qu’avec l’extraction de l’argent aux alentours de Vyskytné et de Křemešník.
Avant l’époque des Hussites, Pelhřimov était une ville artisanale où l’activité du marché était beaucoup développée. Jusqu’en 1416, Pelhřimov était une possession des archevêques de Prague, qui lui accordaient certains privilèges et contribuèrent à la restauration des liens entre la ville et la seigneurie. Elle devint ville royale en 1596. La a ville se développa essentiellement aux XVIIe et XVIIIe siècles quand des fabriques de drap s'y établirent.
Jusqu'en 1918, la ville de Pilgram in Böhmen - Pelhrimov v Cechach (anciennement Pilgram) fait partie de l'empire d'Autriche) puis d'Autriche-Hongrie (Cisleithanie après le compromis de 1867), chef-lieu du district de même nom, l'un des 94 Bezirkshauptmannschaften en Bohême.

## Population
Recensements (jusqu'en 2001) puis estimations de la population de la commune dans ses limites actuelles :
| 1869* | 1880* | 1890* | 1900* | 1910* | 1921*  |
| ----- | ----- | ----- | ----- | ----- | ------ |
| 8 387 | 8 689 | 8 738 | 8 894 | 9 938 | 10 079 |

| 1930*  | 1950* | 1961* | 1970*  | 1980*  | 1991*  |
| ------ | ----- | ----- | ------ | ------ | ------ |
| 10 259 | 9 198 | 9 754 | 11 559 | 14 239 | 16 480 |

| 2001*  | 2011*  | 2016   | 2017   | 2018   | 2019   |
| ------ | ------ | ------ | ------ | ------ | ------ |
| 19 590 | 16 232 | 16 124 | 16 044 | 16 105 | 16 069 |

| 2020   | 2021*  | 2022   | 2023   | 2024   | 2025   |
| ------ | ------ | ------ | ------ | ------ | ------ |
| 16 048 | 15 577 | 15 755 | 16 423 | 16 420 | 16 206 |

## Patrimoine
Le centre-ville de Pelhřimov est inscrit à l'inventaire des monuments historiques et on peut y admirer les restes des fortifications, deux portes fortifiées, une église gothique « baroquisée » par la suite, une place principale aux maisons Renaissance et un château de la Renaissance transformé en mairie.